# RaXPol
Le radar polarimétrique rapide en bande X, communément abrégé en RaXPol, est un radar météorologique mobile de recherche conçu et exploité par l'université de l'Oklahoma , dirigé par Howard Bluestein. Le radar est utilisé conjointement pour des campagnes de recherche sur les orages avec d'autres radars similaires adjacents, tels que Doppler on Wheels et SMART-R.

## Historique et déploiement
Depuis le début des observations par radar, le besoin d'une résolution temporelle élevée et d'une imagerie volumétrique complète en trois dimensions des phénomènes météorologiques a été une priorité en grande partie en raison du fait que des conditions météorologiques dangereuses évoluent rapidement et souvent dans le premier kilomètre de l'atmosphère. À la recherche d'une meilleure résolution temporelle, le réseau NEXRAD déploie plusieurs stratégies de balayages et de traitement des données pour accélérer les sondages dans les trois dimensions, telles que MRLE et MESO-SAILS. Ces améliorations peuvent réduire le temps d'analyse, initialement de 5 à 7 minutes, à 2 à 3 minutes.
Cependant, les radars fixes comme NEXRAD ne peuvent sonder sous leur angle minimum de balayage qui s'éloigne de la surface terrestre à mesure qu'on s'éloigne du site. Les radars mobiles peuvent s'approcher des phénomènes orageux au plus près et sonder ce qui se passe dans l'angle mort des radars fixes. En 2010, l'Advanced Radar Research Center de l'Université d'Oklahoma a commencé le développement de RaXPol, mettant l'accent sur le déploiement rapide et l'analyse plus détaillée de l'atmosphère. Au début de 2011, le système était déployé dans des campagnes de prise de données in situ à travers le « Tornado Alley », participant à de nombreux programmes de recherche financés par la Fondation nationale pour la science comme PECAN,  TORUS et IMPACTS,,.

## Caractéristiques
RaXPol est un radar météorologique Doppler et double polarisation qui opère dans la bande X fortement atténuée mais qui demande une plus petite antenne pour avoir une très bonne résolution en azimut. L'atténuation est compensée par le fait que la plate-forme sur camion peut se déplacer rapidement vers une zone cible, se déployer, fonctionner et partir avec un minimum de préparation. Il est bien adapté à l'observation de phénomènes météorologiques violents, utilisant une forme d'onde transmise arbitraire et il a des capacités d'enregistrement de données brutes qui permettent également des expériences avec la compression d'impulsion et un traitement constamment amélioré du signal radar. Contrairement à ses homologues, RaXPol met généralement l'accent sur la résolution temporelle et est capable de surveiller l'ensemble de l'atmosphère en trois dimensions en aussi peu que 20 secondes, ou un angle d'élévation en moins de 3 secondes.

## Résultats
RaXPol a documenté de nombreux événements météorologiques dangereux tout au long de son histoire, parmi lesquels plusieurs dizaines de tornades particulièrement intenses. Le 24 mai 2011, RaXPol a observé une tornade EF-5 extrêmement violente près d'El Reno, Oklahoma, à très haute résolution temporelle, mesurant des vitesses doppler supérieures à 400 km/h.
Deux ans plus tard, RaXPol a observé la tornade la plus large de l'histoire (4,2 km de diamètre), également près de la ville d'El Reno, notant les vitesses radiales parmi les plus élevées jamais enregistrées à 475 km/h. Sur la base de ces données, la tornade a été initialement classée EF-5, mais a ensuite été rétrogradée en EF-3 en raison du manque de dommages notés au sol. Les données recueillies auprès de RaXPol indiquent également que la formation de tornades n'est peut-être pas un processus descendant comme on le pensait autrefois.